# Обухово (Шекснинский район)
Обухово — деревня в Шекснинском районе Вологодской области.
Входит в состав сельского поселения Нифантовского, с точки зрения административно-территориального деления — в Нифантовский сельсовет.
Расстояние по автодороге до районного центра Шексны — 7 км, до центра муниципального образования Нифантово — 5 км. Ближайшие населённые пункты — Дьяконовское, Иванково, Сямичи.
По переписи 2002 года население — 39 человек (19 мужчин, 20 женщин). Преобладающая национальность — русские (95 %).